# Eimeria
Eimeria (z łac. eimeria – ziarenko) – rodzaj pasożytów bytujących w nabłonku jelit z gromady kokcydiów należącej do sporowców (według współczesnych ustaleń taksonomicznych – do supergrupy Chromalveolata). Są to jednokomórkowe pierwotniaki, pasożyty komórek krwi lub nabłonka przewodu pokarmowego kręgowców o mniej lub bardziej owalnym kształcie. Wywołują choroby pasożytnicze zwane kokcydiozami.

## Biologia pasożyta
Cykl rozwojowy Eimerii przebiega w trzech fazach: 
- schizogonii – (przebiega w organizmie żywiciela) jest to rozmnażanie bezpłciowe. Sporulowane oocysty w przewodzie pokarmowym, dokładniej rzecz biorąc ścianka oocysty ulega nadtrawieniu. Efektem tego jest uwolnienie z oocysty poprzez mikropyle sporozoitów do światła jelita i dalej do komórek nabłonka jelit. Tam w wyniku wzrostu i podziału następuje przekształacenie w schizonty, które zawierają liczne merozoity. Tak powstałe merozoity wnikają do komórek nabłonka kosmków jelitowych, gdzie odbywa się następna schizogonia lub pasożyty mogą rozpocząć następną fazę – gamogonię.
- gamogonii – (przebiega w organizmie żywiciela) jest to rozmnażanie płciowe. Merozoity po wniknięciu w komórki przekształcają się w osobniki płciowe mikrogamety i makrogamety. Mikrogamety rozrywają komórki i wędrują do makrogamet. Następuje połączenie. Powstaje zygota, która otacza się grubą otoczką. Powstaje oocysta. Oocysty po rozerwaniu komórek wydostają się do światła przewodu pokarmowego i zostają wraz z kałem wydalone do środowiska zewnętrznego.
- sporogonii – przebiega w środowisku zewnętrznym. Następuje dwukrotny podział jądra i cytoplazmy oocysty. Tworzą się w niej 4 sporocysty. W każdej sporocyście dochodzi do podziału i powstają dwa sporozoity.

U poszczególnych gatunków może różnić się ilość schizogonii, liczba tworzonych merozoitów.

## Niektóre gatunki
- Eimeria abdildaevi[1] Dzerzhinskii, 1982 – występuje u koszatki leśnej (Dryomys nitedula)[2]
- Eimeria abidzhanovi[1] Davronov 1973 – występuje u myszoskoka wielkiego (Rhombomys opimus)[2]
- Eimeria acervulina
- Eimeria adenoides
- Eimeria ahsata
- Eimeria anseris
- Eimeria arloingi
- Eimeria auburnensis
- Eimeria bovis
- Eimeria brunetti
- Eimeria canis
- Eimeria danailovi
- Eimeria debliecki
- Eimeria dispersa
- Eimeria elipsoidalis
- Eimeria faurei
- Eimeria gallopavonis
- Eimeria intricata
- Eimeria irresidra
- Eimeria kotlani
- Eimeria leuckarti
- Eimeria magna
- Eimeria maxima
- Eimeria meleagridis
- Eimeria meleagrimitis
- Eimeria mitis
- Eimeria mivati
- Eimeria necatrix
- Eimeria ninakohlyakimovae
- Eimeria nocens
- Eimeria parva
- Eimeria perfingens
- Eimeria performans
- Eimeria polita
- Eimeria praecox
- Eimeria salvelini
- Eimeria scabra
- Eimeria spinosa
- Eimeria stiedai
- Eimeria tenella
- Eimeria truncata
- Eimeria truttae
- Eimeria zurnii